# Пенні за штуку
Пенні за штуку (Pomes Penyeach) — збірка з тринадцяти коротких віршів Джеймса Джойса.

"Пенні за штуку"

## Огляд
Збірка "Пенні за штуку" писалась протягом 20 років, з 1904 по 1924 рік, і вперше була опублікована 7 липня 1927 року в "Шекспір і Компанія" за ціною один шилінг (дванадцять пенсів) або дванадцять франків. Назва є грою зі словами «вірші» та pommes (французьке слово для позначення яблук), які пропонуються «по пенні» в обох валютах. Для ірландських торговців того часу було звичаєм пропонувати своїм клієнтам «tilly» (ірландською мовою tuilleadh) або додаткову порцію — так само, як англійські пекарі розвинули традицію «пекарської дюжини», пропонуючи тринадцять хлібин замість дванадцяти. Перший вірш збірки має назву «Tilly» і являє собою бонусну пропозицію цієї поезійної збірки. (Спочатку вірш мав назву «Кабра», на честь району Кабра, в Дубліні, де Джойс жив на момент смерті своєї матері.) 
Езра Паунд спочатку відхилив вірші для публікації. Попри відсутність належної уваги першому виданню, ця тоненька книжечка (яка містить менше 1000 слів в цілому) з часом виявилася помітним літературним явищем, а окремі вірші (зокрема «Тіллі», «Квітка, подарована моїй дочці», «На пляжі біля Фонтани» та «Bahnhofstrasse») публікуються у антологіях і тепер.
Збірка "Пенні за штуку" містить низку джойсівських неологізмів (наприклад, «rosefrail», «moongrey» та «sindark»), створених шляхом злиття двох слів у нову сполуку. Слово «кохання» з’являється тринадцять разів у цій збірці з тринадцяти коротких віршів (і слово «серце» з’являється майже так само часто) в різних контекстах. Іноді мається на увазі романтичне кохання в тонах, які варіюються від сентиментальних чи ностальгічних («О трави, що зітхають,/ Марно оплакують прапори твоєї любові!») до уїдливих («Вони говорять мовою кохання. Скрегіт/ Тринадцять зубів/ Твої худі щелепи посміхаються») . Проте в найкращому вигляді поезія Джойса, як і його проза, досягає відчуття життєвої сили та любовного співчуття. («Від скигливого вітру й холоднішого/ Сірого моря я його теплим укутаю/ І торкнуся його тремтливого тонкокостого плеча/ І хлоп’ячої руки. // Навколо нас страх, що спускається/ Темрява страху вгорі/ А в серці як глибоко нескінченний/ Біль кохання!"). 

## Зміст
Нижче наведено зміст збірки "Пенні за штуку" зі зазначенням місця створення та дати створення кожної композиції:

 "Тіллі" ("Tilly", Дублін, 1904; спочатку відомий як "Кабра" ("Cabra")) 

 "Дивлячись на Ігольні човни (Needleboats) у Сан-Сабба" ("Watching the Needleboats at San Sabba", Трієст, 1912)

 "Квітка, подарована моїй доньці" ("A Flower Given to My Daughter", Трієст, 1913)

 "Вона плаче над Рахуном" ("She Weeps over Rahoon",Трієст, 1913) 

 "Все розчиняється» ("Tutto è sciolto", Трієст, 13 липня 1914 р.)

 "На пляжі біля Фонтани" ("On the Beach at Fontana", Трієст, 1914) 

 "Прості" ("Simples", Трієст, 1914) 

 "Повінь" ("Flood", Трієст, 1915)

 "Нічник" ("Nightpiece", Трієст, 22 січня 1915)

 "Наодинці" ("Alone", Цюріх, 1916) 

 "Пам'ять про гравців у дзеркалі опівночі" ("A Memory of the Players in a Mirror at Midnight", Цюрих, 1917)

 "Банхофштрассе" ("Bahnhofstrasse", Цюріх, 1918)

 "Молитва" ("A Prayer", Париж, 1924)

## Цікаві факти
Перше видання збірки (1927) можна придбати на ресурсі антикварної літератури за 1500 доларів США .